# Association of Local Authorities in Namibia
Die Association of Local Authorities in Namibia (ALAN; zu Deutsch etwa Vereinigung der Lokalverwaltungen Namibias) ist der kommunale Verband der Gemeinden, als Teil der Kommunalverwaltung, in Namibia. ALAN hat seinen Sitz in Windhoek.
Die vertritt die Interessen ihrer Mitglieder gegenüber der namibischen Regierung. Er berät und unterstützt die Gemeinden auch bei Verwaltungskooperationen und ihrer kommunalen Selbstverwaltung.
Der Gemeindeverband besteht aus einer Kommission der Gemeindevertreter und wird von einem Präsidium organisiert. Derzeitiger (Stand April 2025) Präsident des Gemeindeverbandes ist Samuel ǃOe-AmsebKlicklaut. Die „Part-1“-Gemeinden stellen beim Verband drei Vertreter, die und „Part-2“-Gemeinden zwei sowie Städte und Dörfer jeweils einen Vertreter.
Mitglied sind alle Gemeinden des Landes. Ein Stimm- oder aktives Teilnahmerecht erlischt, wenn drei Jahre keine Beiträge an ALAN gezahlt werden. Von 2019 bis 2021 war die namibische Hauptstadt Windhoek kein Mitglied. Im März 2022 kündigte das Landless People’s Movement (LPM) den Rückzug der von ihr geführten Gemeinden aus dem Verband an.